# Circus Charlie
Circus Charlie (Japans: サーカスチャーリー; Sākasu Chārī) is een arcadespel dat in 1984 is ontwikkeld door Konami. Het spel werd tevens uitgebracht voor de MSX (1984), Nintendo Entertainment System (1986) en Commodore 64 (1987).

## Levels
- Level 1: op een leeuw door hoepels met vuur springen
- Level 2: op een touw over apen heen springen
- Level 3: Van de ene naar de andere trampoline springen. Tussen de trampolines staan messenwerpers of vuurspuwers.
- Level 4: lopend van bal naar bal springen.
- Level 5: op een paard over trampolines en muren springen
- Level 6: trapeze-act
- Bonuslevel: Dit is een variant van level 3. Ditmaal staan de trampolines in een groot zwembad en zijn de messenwerpers en vuurspuwers vervangen door springende piranha's.

Elk level bestaat uit 5 sublevels die steeds moeilijker worden. Het bonuslevel bestaat uit twee rondes.

### Level select
Bepaalde versies van Circus Charlie, zoals voor Arcade, hebben een instelling "level select". Indien deze instelling:
- niet gekozen:
  - Het spel start bij level 1.
  - Na beëindigen start level 2 en zo verder.
  - Op het einde van level 6 herstart het spel bij level 1, maar moeilijker.
  - In totaal herstart het spel vier keer zodat alle sublevels zijn uitgespeeld.
  - Daarna starten de twee bonuslevels.
  - Ten slotte blijft sublevel 5 van level 6 zich herhalen zolang de speler levens heeft.
- wel gekozen:
  - De bonuslevels zijn nu als extra opgenomen in level 3 als derde en vijfde sublevel. Dit wil zeggen dat level 3 in totaal 7 sublevels heeft.
  - Bij start van het spel en na beëindiging van een level kan de speler zelf kiezen welke het volgende level is
  - Binnen de gekozen level start het eerstvolgende sublevel.
  - Indien binnen een level alle sublevels zijn gespeeld, is het level niet meer selecteerbaar.
  - Wanneer de speler alle levels heeft gespeeld, blijft het vijfde sublevel van level 6 zich herhalen zolang de speler levens heeft.

## Platforms
| Jaar | Platform              |
| ---- | --------------------- |
| 1984 | Arcade, MSX           |
| 1986 | NES                   |
| 1987 | Commodore 64          |
| 2015 | Wii U Virtual Console |

- Er was ook een versie voor de Atari 2600 in ontwikkeling, maar deze is nooit uitgebracht.
- In 2007 kwam het spel beschikbaar via het compilatiespel Konami Arcade Classics voor de Nintendo DS (1997) en PlayStation (1999).

## Ontvangst
| Beoordeeld door       | Platform | Jaar | Score |
| --------------------- | -------- | ---- | ----- |
| Jeuxvideo.com         | NES      | 2013 | 65%   |
| All Game Guide Arcade | Arcade   | 1998 | 60%   |